# Меридіан серця (V)
Меридіан серця — п'ятий, симетричний, доцентровий Їнь меридіан. Містить 9 пунктів.
Один із Занг-органів, передбачених традиційною китайською медициною. Це є функціонально визначена структура, а не лише аналог анатомічного органу серце.
Позначають як, цифрами — V, літерами — С(фр.), H(нім.), Ht(англ.), наприклад: 1V, C1, H1, Ht1 («джерело струмка» — перший пункт меридіана серця).
Часом найвищої активності меридіану є 11.00-13.00, пасивності — 23.00-01.00.

## Опис
У концепції Їнь-Ян, меридіан є Їнським, його парою є Меридіан тонкої кишки. Обоє відносяться до стихії вогню.
У меридіана такі передбачені функції:
- запасання енергії,
- регуляція Сює (крові) і її протікання по судинах та енергії по меридіанах,
- мовна функція,
- відображення на шкірі обличчя,
- регуляція емоції радості.

Порушенням функцій меридіану є, зазвичай, серцебиття, аритмія, безсоння, порушується сон, погана пам'ять, неспокій, або навіть марення.

## Точки на меридіані
1 Цзі-цюань (極泉, jí-quán — джерело струмка (вище джерело))
2 Цин-лін (青靈, qīng-líng — молода душа)
3 Шао-хай (少海, shào-hǎi — молоде море (дрібне море))，合穴
4 Лін-дао (靈道, ling-dào — дорога духу)，經穴
5 Тун-лі (通里, tōng-lǐ — внутрішнє з'єднання (з'єднання до внутрішнього)，絡穴
6 Інь-сі (陰郄, yīn-xì — ущелина їнь (кордон їнь))，郄穴
7 Шень-мень (神門, shén-mén — брама духу (божественна брама))，輸穴、原穴
8 Шао-фу (小府, shào-fǔ — мала садиба (маленький район))，滎穴
9 Шао-чун (少衝, shào-chōng — маленька атака (маленька точка атаки))，井穴